# Sint-Omaarskerk (Zermezele)
De Sint-Omaarskerk (Frans: Église Saint-Omer) is de parochiekerk van de gemeente Zermezele in het Franse Noorderdepartement. De kerk is toegewijd aan de Audomarus.

## Geschiedenis
Oorspronkelijk stond hier een romaans kerkje waarvan delen uit de 13e eeuw, in ijzerzandsteen, nog in de muren zijn verwerkt. In 1425 werd de herenkapel van het geslacht De Wische, aangebouwd aan de zuidkant. In latere jaren werden de zijbeuken uitgebouwd. Het koor is van 1567 en het jaartal 1615 in de toren duidt op een belangrijke restauratie.

## Gebouw
Het betreft een driebeukig kerkje, voornamelijk laatgotisch, met ingebouwde klokkentoren.

## Interieur
De kerk heeft barokke zijaltaren en een doopvont met eierlijsten. Ook de lambrisering, met medaillons welke diverse heiligen voorstellen, is van belang. Er is een schilderij Kroning van Onze-Lieve-Vrouw van eind 16e eeuw. Ook zijn er enkele grafstenen van 1413 en 1519, van heren van Zermezele en hun echtgenotes. Er is een klok van 1507.